# Moschava

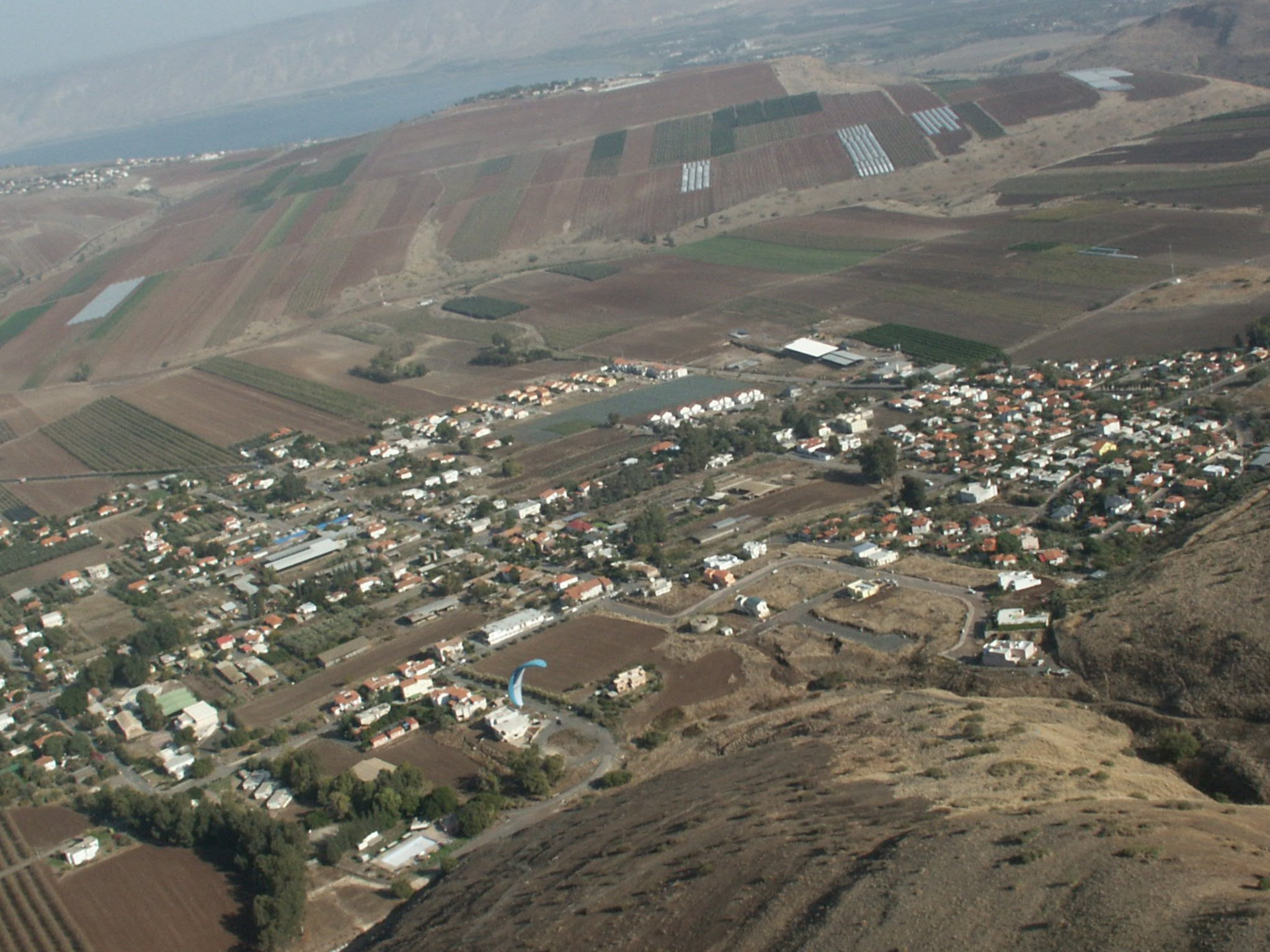
Javneʾel (2002)

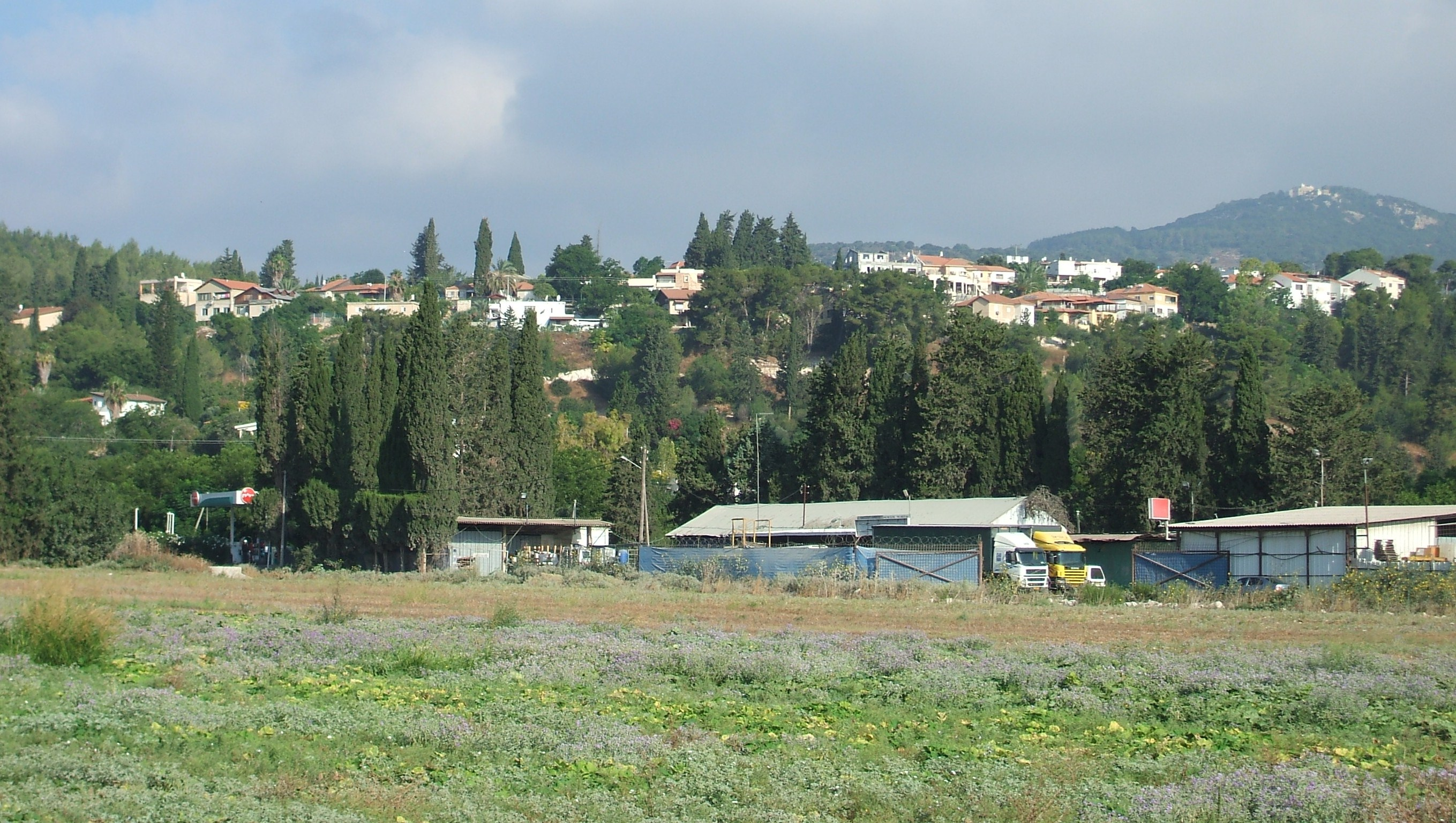
Joqneʿam (2009)

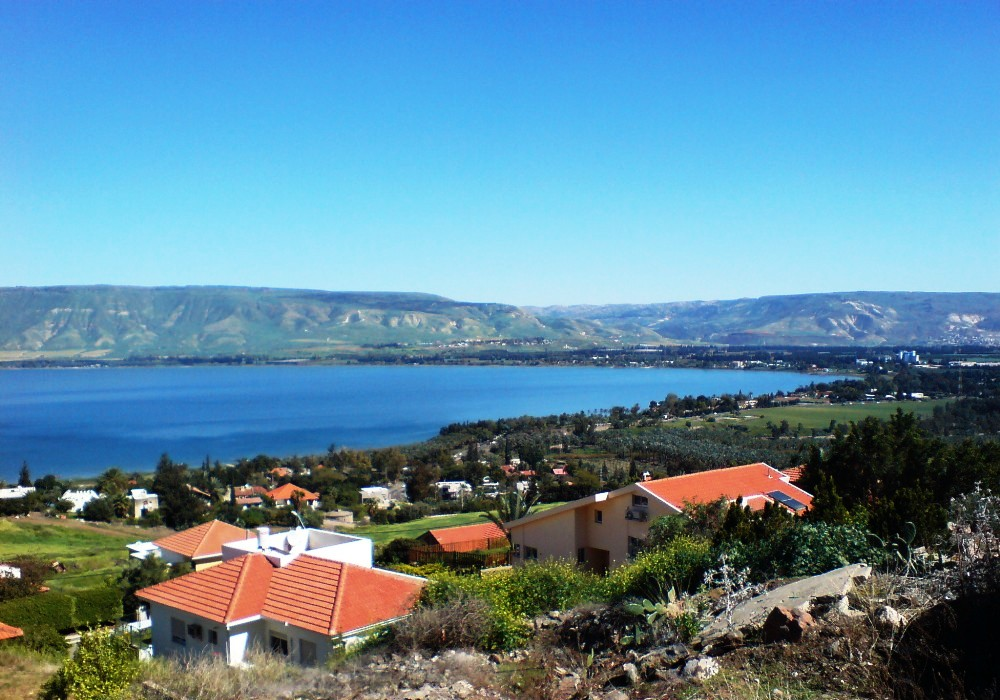
Kinneret (2008)

Die Moschava (hebräisch מוֹשָׁבָה Mōschava, Mehrzahl מוֹשָׁבוֹת Mōschavōt, auch Moschawa) ist eine von drei ländlichen Siedlungsformen in Israel. Die bekannteren und häufigeren sind der Moschav und der Kibbuz. Die Wirtschaft der Orte beruht im Wesentlichen auf der Landwirtschaft. Die Bauern sind anders als in Moschav und Kibbuz Einzelbauern mit eigenen Produktionsmitteln und ohne Kollektiveigentum. Das Land und der Betrieb befinden sich im Privatbesitz.
Bei den Moschavot handelt es sich um die älteste jüdische Form einer ländlichen Siedlung im heutigen Israel. Die Dörfer wurden in der Regel vor dem Ersten Weltkrieg nach dem Vorbild mitteleuropäischer Dörfer angelegt. Die Gründer waren Juden, die mit der ersten oder der zweiten Alija ins Land kamen oder aus der ursprünglichen jüdischen Bevölkerung, dem alten Jischuv, kamen.
Insgesamt wurden deutlich weniger als einhundert Moschavot gegründet. Aus vielen Moschavot haben sich inzwischen Städte entwickelt. Heute gibt es noch fünf Moschavot, die alle im Nordbezirk liegen: Javneʾel, Joqneʿam, Kinneret, Menachemia und Mitzpa.

## Geschichte
Im Jahr 1878 gründeten Einwohner aus Jerusalem mit Petach Tikwa die erste Moschava. Sie war die erste jüdische landwirtschaftliche Siedlung überhaupt im damaligen Palästina. Deswegen erhielt sie später den Beinamen „Mutter der Moschavot“ (Em haMoschavot). Die Neugründung wurde allerdings wegen Malaria und Überschwemmungen wieder aufgegeben.
In der ersten Alija ab 1882 gründete die Organisation Chibbat Zion, nun erfolgreich, weitere Moschavot, darunter gleich 1882 Rischon leZion und Rosch Pinna. Die Bewohner kamen überwiegend aus Osteuropa, vor allem aus Russland.
Die ersten Neugründungen waren kein Erfolg. Die schlechten klimatischen Verhältnisse, die ungünstigen Böden, der Mangel an landwirtschaftlicher Erfahrung, die schlechten gesundheitlichen und hygienischen Bedingungen (vor allem Malaria), eine ungenügende Infrastruktur und die allgemeine Feindseligkeit der Behörden des Osmanischen Reiches machten das Leben in den Moschavot sehr schwierig.
Viele Moschavot wurden vom französisch-jüdischen Baron Edmond James de Rothschild vor dem wirtschaftlichen Zusammenbruch bewahrt. Er investierte in die Entwicklung der Infrastruktur und der öffentlichen Dienstleistungen, in eine moderne Landwirtschaft und in die Weiterverarbeitung der landwirtschaftlichen Erzeugnisse. Bekannt wurden vor allem seine Investitionen in Weingüter. Baron de Rothschild kaufte auch zusätzliches Land und gründete neue Ansiedlungen. Obwohl die Moschavot einen Zusammenbruch vermeiden konnten und sich gut entwickelten, zahlten sie mit dem Verlust ihrer Unabhängigkeit, denn das Management mussten sie an Baron de Rothschild übertragen. Im Januar 1900 übertrug dieser der Jewish Colonization Association (ICA) die Verantwortung für „seine Dörfer“. Damit ging die Zeit seiner direkten Vormundschaft zu Ende. Seit 1901 gründete die ICA weitere Moschavot.
Für den Beginn der jüdischen Ansiedlung in Israel waren die Moschavot beispielhaft. Sie waren die ersten, die die Ideen der nationalen Wiedergeburt des jüdischen Volkes verwirklichten. Sie schufen eine erste Grundlage für ein eigenständiges jüdisches Leben in Palästina, das auf Landwirtschaft basierte, und damit für den späteren Staat Israel. Sie werden deshalb auch als Morgendämmerung bezeichnet.

## Tabellen

### Moschavot
Zur Flächenangabe: Ein Acre entspricht ca. 4047 m².
| Name              | Gründung | Bezirk           | Gegründet von              | Einwohner 1914 | Fläche 1914 in Acre | Bemerkung |
| ----------------- | -------- | ---------------- | -------------------------- | -------------- | ------------------- | --- |
| Atlit             | 1903     | Haifa            | ICA                        | 50             | 6800                | Ist heute eine Kleinstadt.                                                                                           |
| Bat Schlomo       | 1889     | Tel Aviv         | Baron de Rothschild        | 1150           | 30.668              | Wurde 1951 in einen Moschav umgewandelt.                                                                             |
| Beit Gan          | 1903     | Nordbezirk       | ICA                        | 100            | 4549                | Wurde in Jabneel eingegliedert.                                                                                      |
| Bnei Jehuda       | 1887     | Nordbezirk       | Einwohner von Safed        | 50             | 3200                | Aufgegeben 1913, neu gegründet als Moschav 1972, liegt auf dem Golan.                                                |
| Chadera           | 1891     | Bezirk Haifa     | Chibbat Zion               | 450            | 31.355              | Ist heute eine Stadt.                                                                                                |
| ʿEin Seitim       | 1892     | Nordbezirk       | Chibbat Zion               | 25             | 6016                | Wurde 1929 nach dem Massaker von Hebron aufgegeben.                                                                  |
| Gedera            | 1884     | Zentralbezirk    | Chibbat Zion               | 200            | 5632                | Ist heute eine Stadt.                                                                                                |
| Givʿat Ada        | 1903     | Bezirk Haifa     | ICA                        | 70             | 5000                | Ist seit 2003 Teil der Stadt Binjamina-Givʿat Ada.                                                                   |
| Hartuv            | 1895     | Jerusalem        | Chibbat Zion               | 75             | 4670                | Wurde 1929 bei einem arabischen Angriff zerstört.                                                                    |
| Herzlia           | 1924     | Bezirk Tel Aviv  |                            | -              | -                   | Ist heute eine Stadt.                                                                                                |
| Javneʾel          | 1901     | Nordbezirk       | ICA                        | 300            | 24.422              | Ist heute noch eine Moschava.                                                                                        |
| Jesud haMaʿala    | 1882     | Nordbezirk       | Chibbat Zion               | 225            | 12.228              | Ist heute eine Kleinstadt.                                                                                           |
| Joqneʿam          | 1935     | Nordbezirk       |                            | -              | -                   | Ist heute noch eine Moschava.                                                                                        |
| Kfar Saba         | 1892     | Zentralbezirk    | Einwohner aus Petach Tikwa | 50             | 7231                | Ist heute eine Stadt.                                                                                                |
| Machanajim        | 1898     | Nordbezirk       | Chibbat Zion               | 67             | 5657                | Wurde 1912 aufgegeben, heute ein Kibbuz.                                                                             |
| Mas’ha            | 1901     | Nordbezirk       | ICA                        | 200            | 16.023              | Heißt seit 1903 Kfar Tabor, ist heute eine Kleinstadt.                                                               |
| Kinneret          | 1908     | Nordbezirk       | ICA                        | 35             | 5572                | Ist heute noch eine Moschava.                                                                                        |
| Mazkeret Batya    | 1883     | Zentralbezirk    | Baron de Rothschild        | 350            | 12.723              | Ist heute eine Stadt.                                                                                                |
| Meʾir Schfeja     | 1889     | Bezirk Haifa     | Baron de Rothschild        | 128            | 8518                | Ist heute ein Jugenddorf.                                                                                            |
| Menachemia        | 1901     | Nordbezirk       | ICA                        | 200            | 9477                | Ist heute noch eine Moschava.                                                                                        |
| Metulla           | 1896     | Nordbezirk       | Baron de Rothschild        | 325            | 16.907              | Ist heute eine Stadt.                                                                                                |
| Mischmar haJarden | 1890     | Nordbezirk       | Einwohner aus Safed        | 125            | 7596                | Wurde 1948 im Palästinakrieg zerstört.                                                                               |
| Mitzpa            | 1908     | Nordbezirk       | ICA                        | 50             | 3240                | Ist heute noch eine Moschava.                                                                                        |
| Motza             | 1894     | Bezirk Jerusalem | Einwohner aus Jerusalem    | 40             | 1100                | Wurde 1929 bei einem arabischen Angriff zerstört und 1930 wieder aufgebaut.                                          |
| Naharija          | 1934     | Nordbezirk       |                            | -              | -                   | Ist heute eine Stadt.                                                                                                |
| Nes Ziona         | 1891     | Zentralbezirk    | Privatinitiative           | 200            | 2793                | Ist heute eine Stadt.                                                                                                |
| Netanja           | 1929     | Zentralbezirk    |                            | -              | -                   | Ist heute eine Großstadt.                                                                                            |
| Pardes Channa     | 1915     | Bezirk Haifa     |                            | -              | -                   | Ist seit 1969 Teil der Stadt Pardes Channa-Karkur                                                                    |
| Petach Tikwa      | 1878     | Zentralbezirk    | Einwohner Jerusalems       | 2500           | 23.837              | Ist heute eine Großstadt, der erste Moschava.                                                                        |
| Qastina           | 1887     | Südbezirk        | Chibbat Zion               | 150            | 5622                | Wurde 1929 bei einem arabischen Angriff teilweise zerstört und aufgegeben, Neugründung als Moschav Beʾer Tuvia 1930. |
| Raʿananna         | 1922     | Zentralbezirk    |                            | -              | -                   | Ist heute eine Stadt.                                                                                                |
| Ramat haScharon   | 1923     | Zentralbezirk    |                            | -              | -                   | Ist heute eine Stadt.                                                                                                |
| Rechovot          | 1890     | Zentralbezirk    | Chibbat Zion               | 800            | 14.913              | Ist heute eine Großstadt.                                                                                            |
| Rischon leZion    | 1882     | Zentralbezirk    | Chibbat Zion               | 850            | 11.402              | Ist heute eine Großstadt.                                                                                            |
| Rosch Pinna       | 1882     | Nordbezirk       | Chibbat Zion               | 650            | 20.102              | Ist heute eine Stadt.                                                                                                |
| Sejera            | 1899     | Nordbezirk       | ICA                        | 200            | 17.707              | Wurde zum Moschav Ilaniya umgewandelt.                                                                               |
| Sichron Jaʿaqov   | 1882     | Haifa            | Chibbat Zion               | 871            | 7194                | Ist heute eine Gemeindeverwaltung.                                                                                   |

In dieser Liste sind die fünf Orte im heute syrischen Hauran nicht enthalten.

### Heutige Moschavot
| Name       | Gründung | Kommunalverwaltung | Bezirk     | Bemerkung |
| ---------- | -------- | ------------------ | ---------- | --------- |
| Javneʾel   | 1901     | Jabneel            | Nordbezirk |           |
| Joqneʿam   | 1935     | Megiddo            | Nordbezirk |           |
| Kinneret   | 1908     | Emeq haJarden      | Nordbezirk |           |
| Menachemia | 1901     | Emeq haMaʿejanot   | Nordbezirk |           |
| Mitzpa     | 1908     | HaGalil haTachton  | Nordbezirk |           |